# آهنگ نام‌ها
آهنگ نام‌ها (انگلیسی: The Song of Names) فیلمی در ژانر درام به کارگردانی فرانسوا جرارد است که در سال ۲۰۱۹ منتشر شد. از بازیگران آن می‌توان به تیم راث، کلایو اوون، کاترین مک‌کورمک، جونا هاوئر کینگ، سال روبینک و ادی ایزارد اشاره کرد.